# Tokyo Ska Paradise Orchestra
Tokyo Ska Paradise Orchestra (jap. 東京スカパラダイスオーケストラ) – japoński zespół grający muzykę ska z elementami jazzu, założony w 1985.
W skład grupy wchodzi 10 muzyków:
- Nargo (trąbka)
- Masahiko Kitahara (puzon)
- Tatsuyuki Hiyamuta (saksofon)
- Gamo (saksofon)
- Atsushi Yanaka (saksofon)
- Takashi Kato (gitara)
- Yuichi Oki (keyboard)
- Hajime Omori (perkusja)
- Kin-Ichi Moteli (bębny)

Zespół nagrał 23 albumy i wydał 30 singli.